# Matti Antero Karjalainen

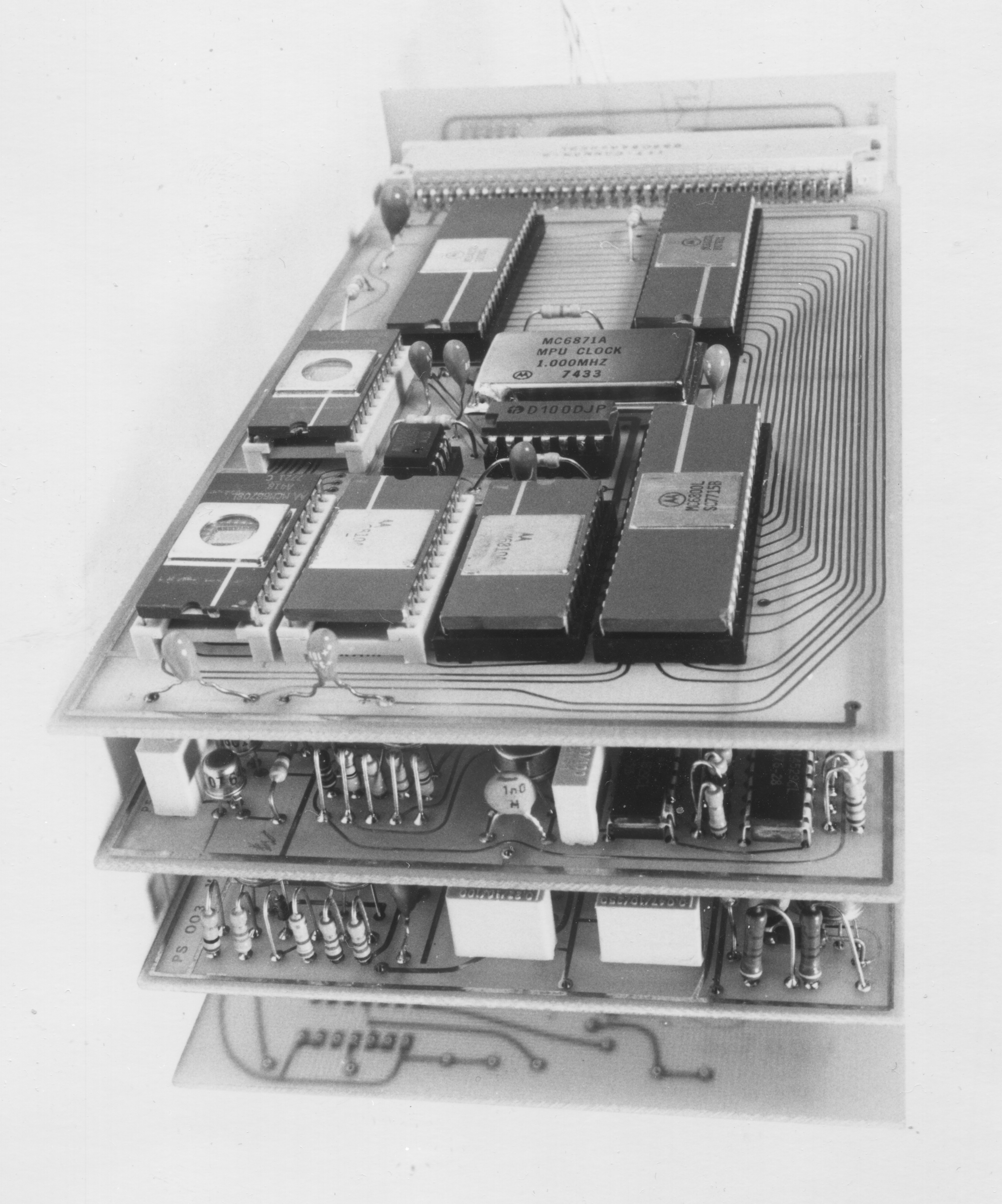
Synte 2 Sprachsynthesizer mit vier Mikroprozessorkarten (1979)

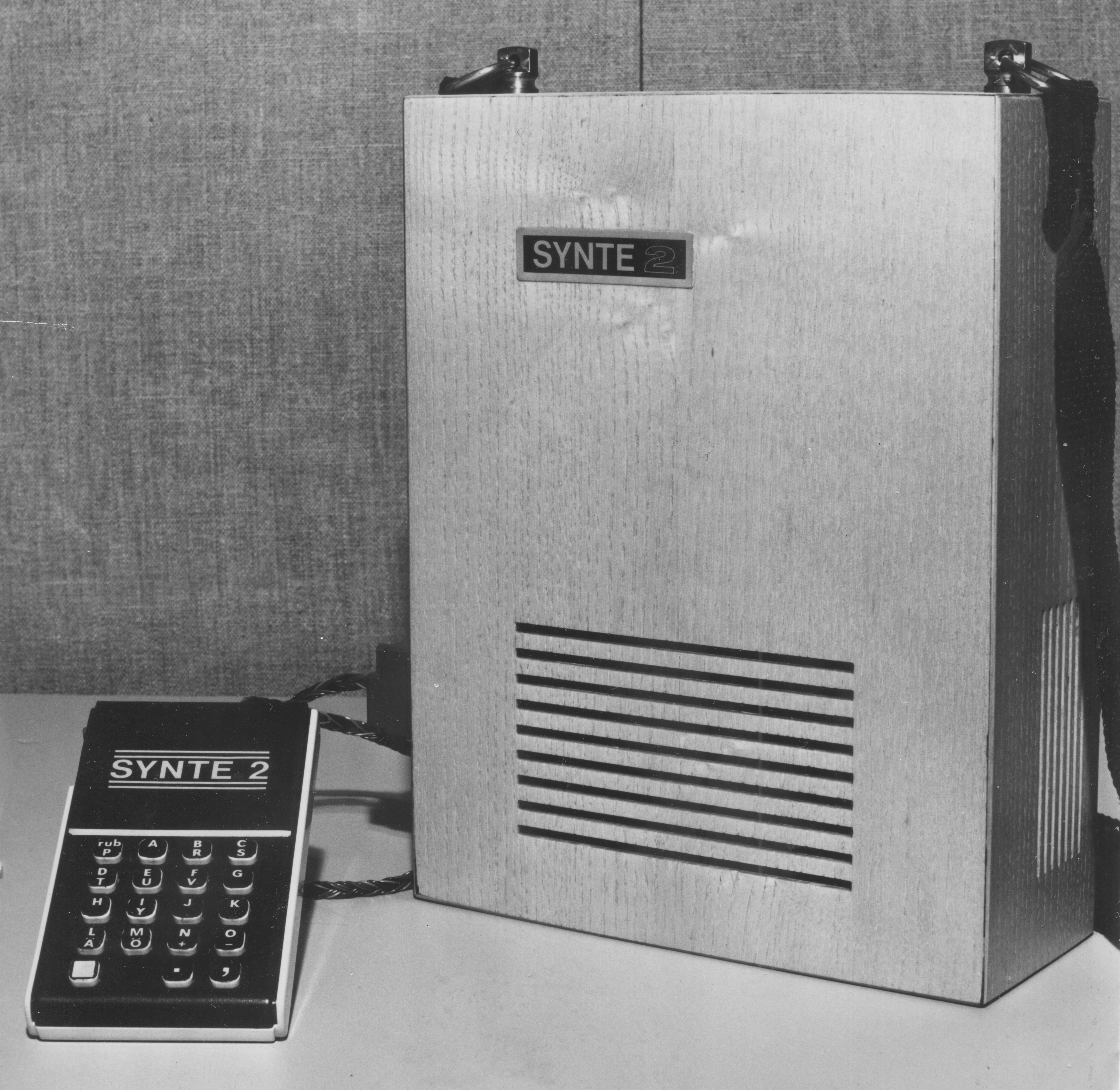
Synte 2 Sprachsynthesizer für sprachbehinderte Menschen (1979)

Synte 2 Sprachsynthesizer auf dem Tisch (1979)

Matti Antero Karjalainen (* 2. April 1946 in Hankasalmi; † 30. Mai 2010 in Espoo) studierte Elektronik an der Technischen Universität Tampere und promovierte 1978 über Sprachsynthese. Er entwickelte Synte 2, den weltweit ersten tragbaren mikroprozessorbasierten Text-zu-Sprache-Synthesizer.

## Leben und Werk
Von 1980 bis 2006 war er Leiter des Akustiklabors an der Technischen Universität Helsinki. Er ist Pionier in den Bereichen Sprachsynthese, Sprachanalyse, Sprachtechnologie, digitale Signalverarbeitung und Psychoakustik in Finnland. Er wurde 1980 außerordentlicher Professor und 1986 ordentlicher Professor. Er war Leiter von 24 Doktorarbeiten und über 100 Masterarbeiten. Sein Labor ist jetzt Teil der Abteilung für Signalverarbeitung und Akustik der Aalto-Universität.

## Auszeichnungen und Ehrungen
- Audio Engineering Society Fellow (1999), for significant contribution to the areas of audio signal processing and education in audio[1][2][3][4]
- Audio Engineering Society Silver Medal (2006), in recognition of outstanding scientific contributions to the audio industry in acoustics, auralization, and digital signal processing and synthesis[1][2][3][4]
- IEEE Fellow (2009)[1][2][3][4]

## Schriften (Auswahl)
- An Approach to Hierarchical Information Processes with an Application to Speech Synthesis by Rule. Tampere University of Technology, Finland. (Acta Polytechnica Scandinavica, Ma 29), 1978, ISBN 951-666-105-X, Doctor thesis.
- mit Laine, U.K., Toivonen, R.O.: Aids for the handicapped based on "Synte 2" speech synthesizer. ICASSP '80. IEEE International Conference on Acoustics, Speech, and Signal Processing, April 9–11, 1980, 5:851–854.
- Design of a microprocessor-based system for speech analysis. Tampere University of Technology, Department of Electronics, Finland, 1980, ISBN 951-720-490-6.
- (eds.): Puheen kuulemisen mallintaminen (On the modelling of speech perception). Helsinki University of Technology, Acoustics Laboratory, Finland, 1987, ISBN 951-754-154-6.
- Kommunikaatioakustiikka (Communication Acoustics). Helsinki University of Technology, Acoustics Laboratory, Finland, 1999, ISBN 951-22-4412-8.
- Hieman akustiikkaa (A Little Acoustics). Helsinki University of Technology, Acoustics Laboratory, Finland, 2000.
- mit Ville Pulkki: Communication Acoustics: An Introduction to Speech, Audio and Psychoacoustics. John Wiley & Sons, 2015, ISBN 978-1-118-86654-2.

## Galerie
- Matti Karjalainen's CV 1.10.2009
- Matti Karjalainen's all publications 1.9.2009

Synte 2 Sprachsynthesizer und Symboltabelle (1979)
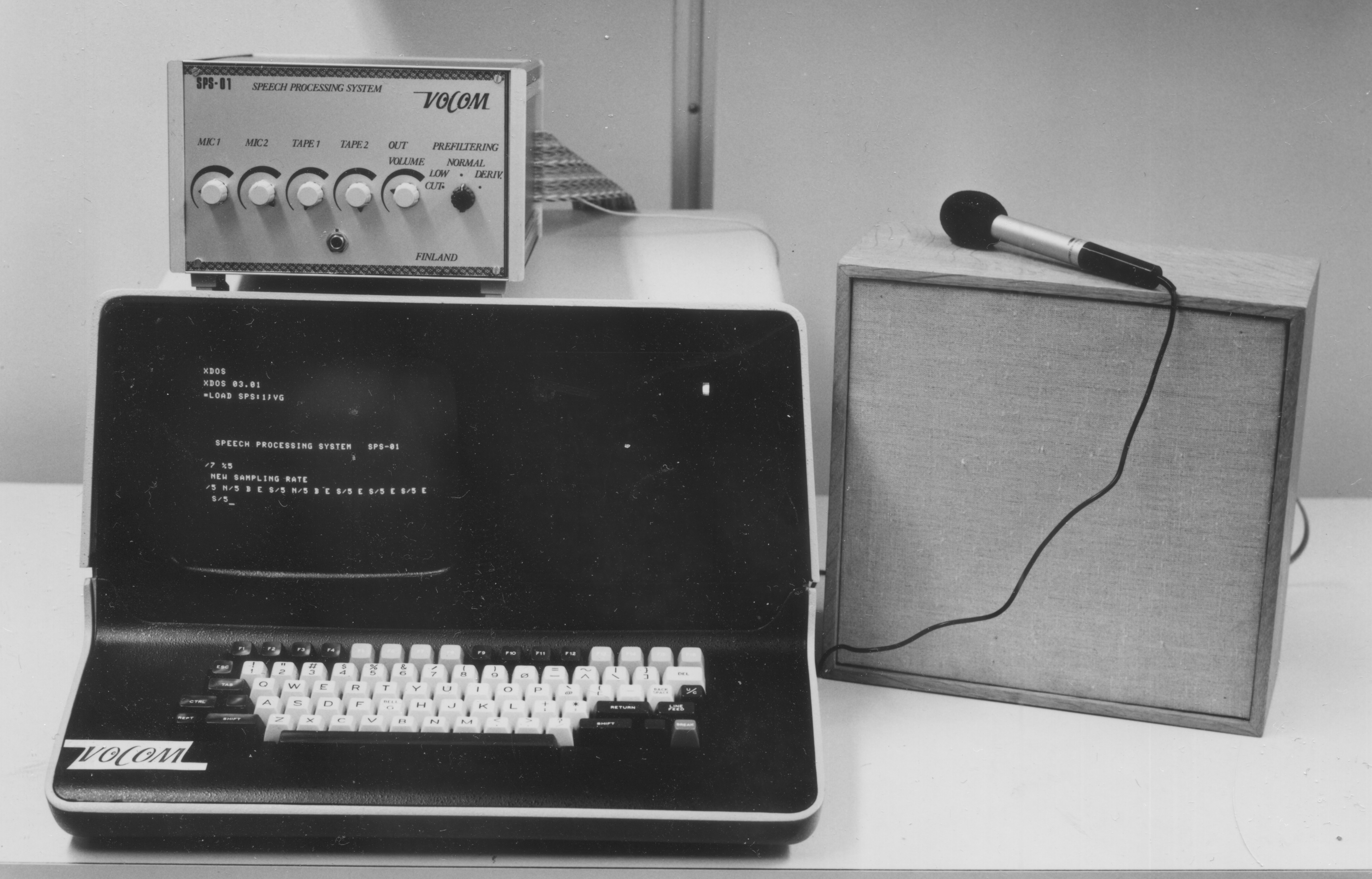
Speech Processing System SPS-01 (1979)
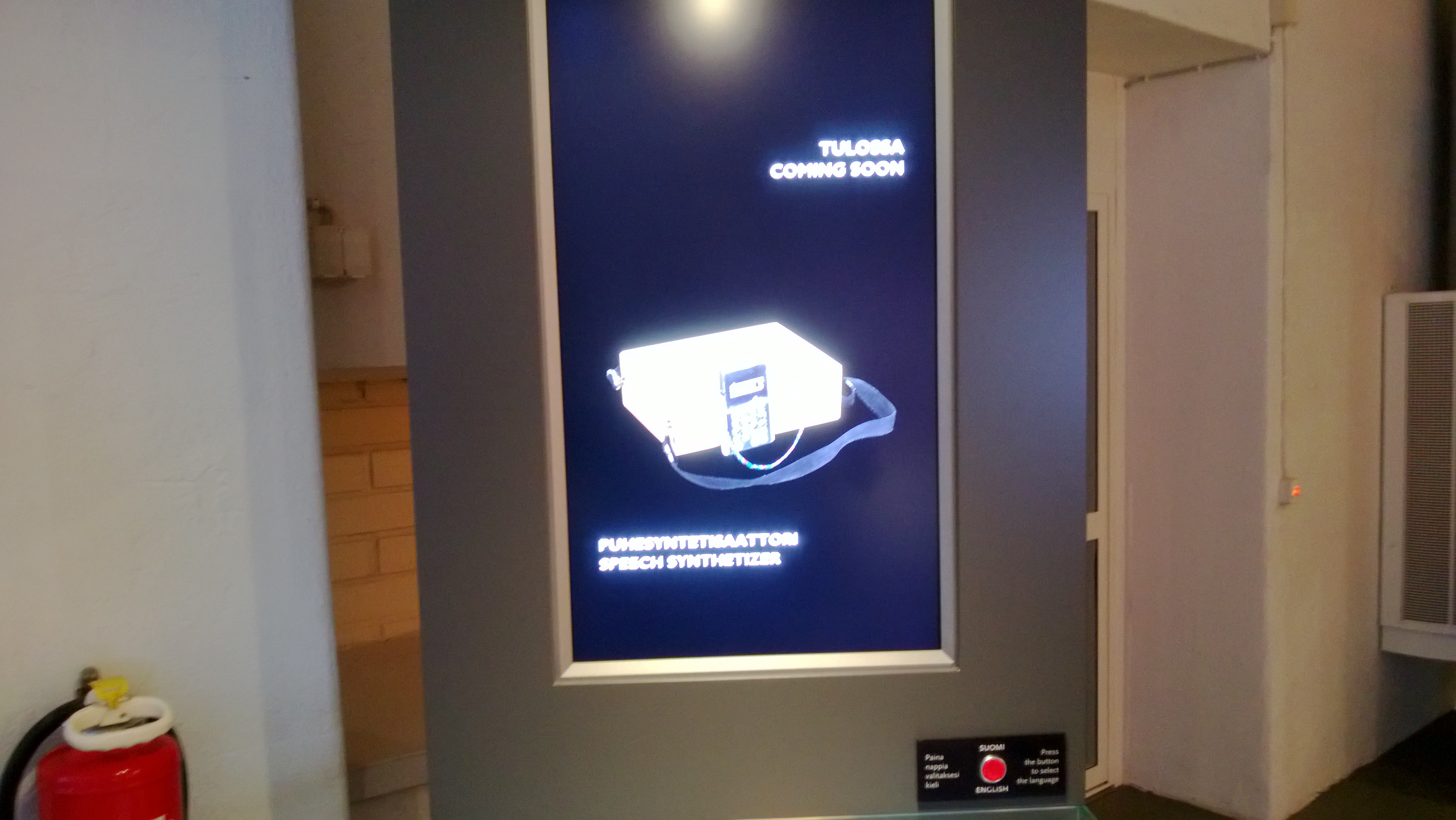
Synte 2 Sprachsynthesizer bei der Erfindungsausstellung im Museumszentrum Vapriikki in Tampere, Finnland (20. Juni 2012–)
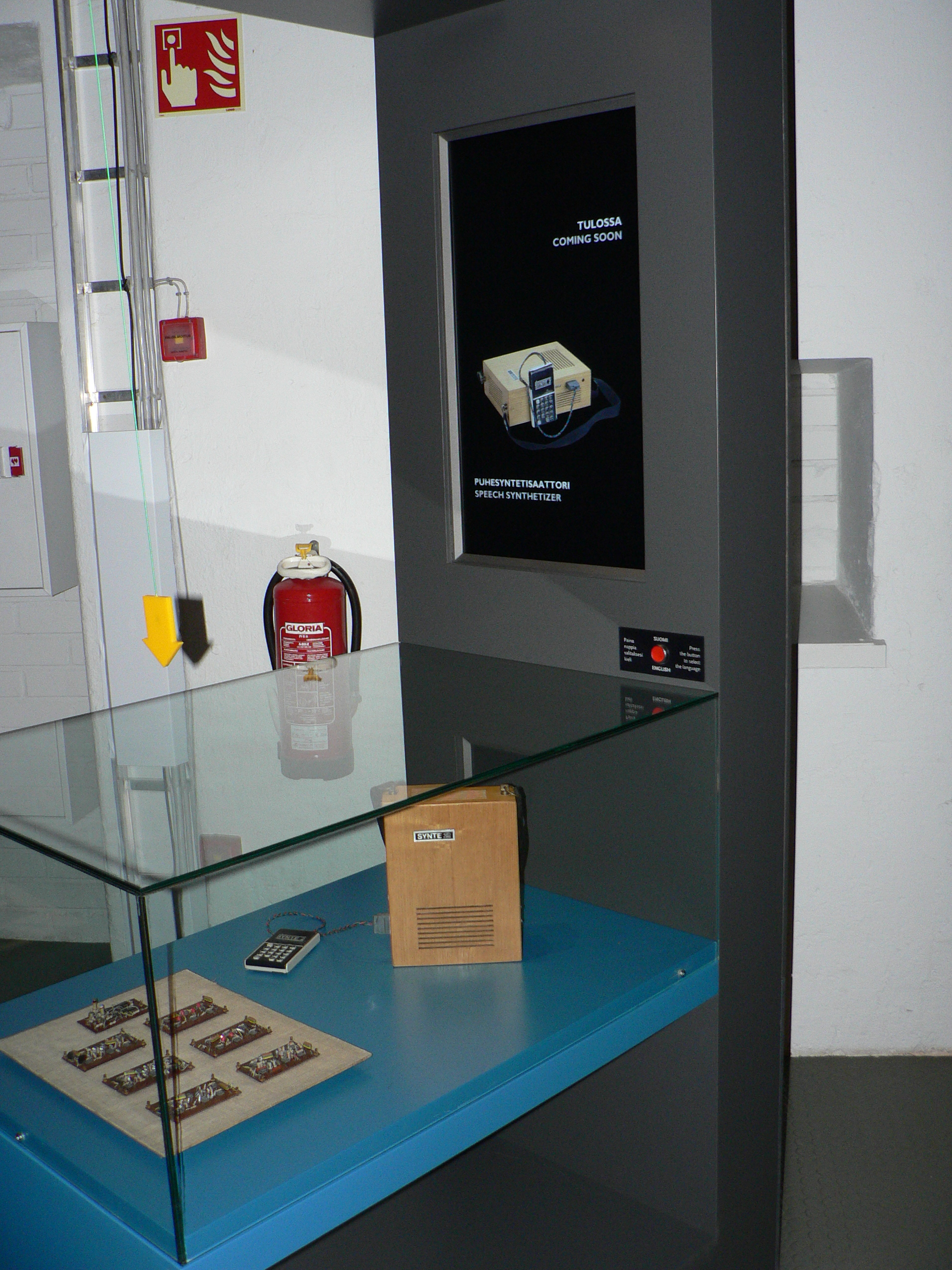
Synte 2 Sprachsynthesizer bei der Erfindungsausstellung im Museumszentrum Vapriikki in Tampere, Finnland (20. Juni 2012–)
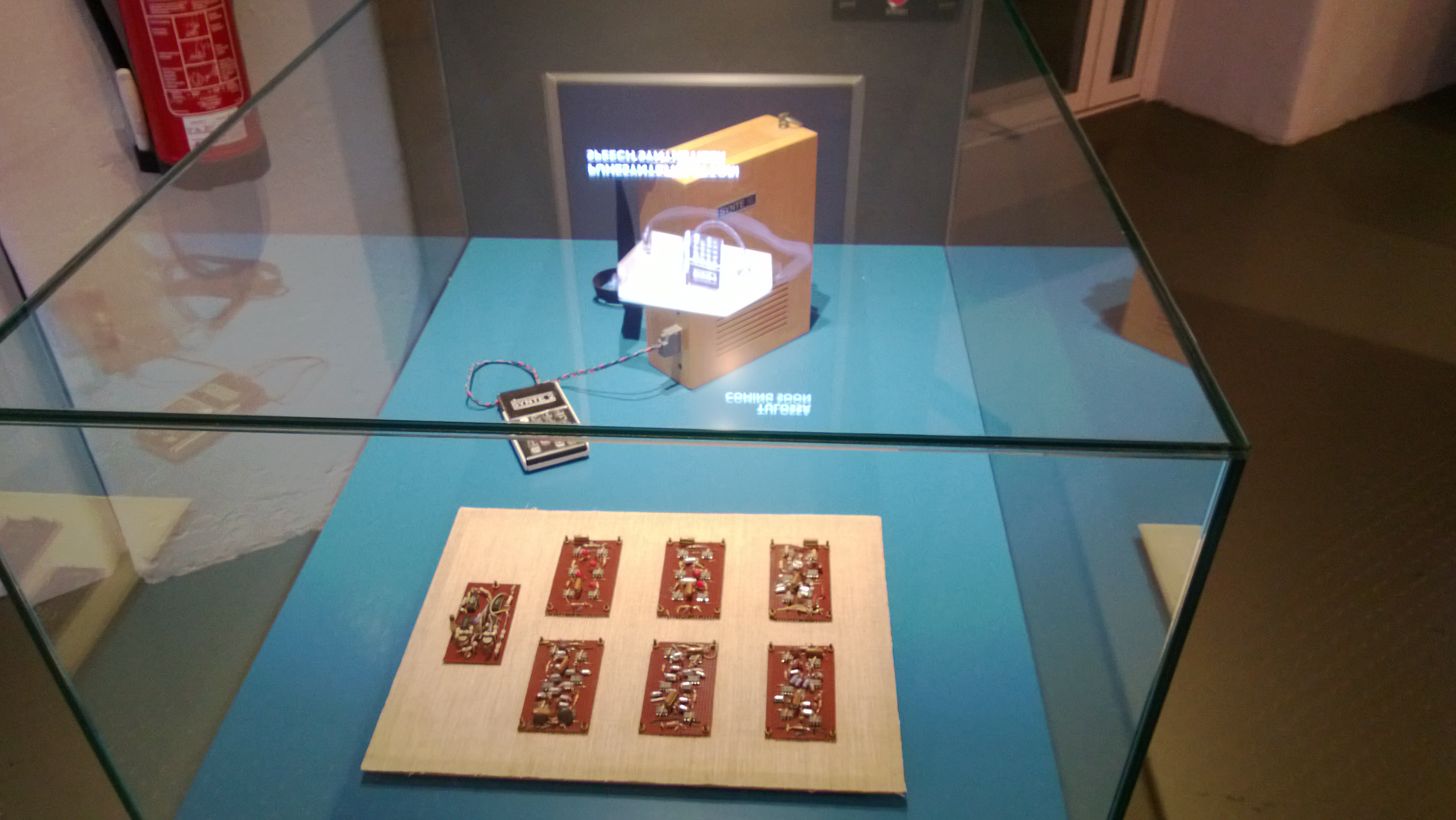
Synte 2 Sprachsynthesizer bei der Erfindungsausstellung im Museumszentrum Vapriikki in Tampere, Finnland (20. Juni 2012–)